# Lorius
Lorius – rodzaj ptaków z podrodziny dam (Loriinae) w rodzinie papug wschodnich (Psittaculidae).

## Zasięg występowania
Rodzaj obejmuje gatunki występujące na Molukach, Nowej Gwinei, Archipelagu Bismarcka i Wyspach Salomona.

## Morfologia
Długość ciała 26–33 cm; masa ciała 120–260 g.

## Systematyka

### Etymologia
- Lorius: epitet gatunkowy Psittacus lory Linnaeus, 1758; malajska nazwa Lūri dla kolorowych lor)[5][6].
- Domicella: epitet gatunkowy Psittacus domicella Linnaeus, 1758; średniowiecznołac. domicella „panienka”, od zdrobnienia łac. domina „dama, pani”, od dominus „pan”, od domus „dom”[7]. Gatunek typowy: Domicella atricapilla Wagler, 1832 (= Psittacus domicella Linnaeus, 1758).

### Podział systematyczny
Do rodzaju należą następujące gatunki:
- Lorius albidinucha (Rothschild & E. Hartert, 1924) – dama białokryza
- Lorius chlorocercus Gould, 1856 – dama żółtowstęga
- Lorius garrulus (Linnaeus, 1758) – dama gwarliwa
- Lorius domicella (Linnaeus, 1758) – dama czerwonobrzucha
- Lorius lory (Linnaeus, 1758) – dama niebieskobrzucha
- Lorius hypoinochrous G.R. Gray, 1859 – dama fioletowobrzucha